# SN 2010kz
SN 2010kz – supernowa typu Ia odkryta 13 października 2010 roku w galaktyce A024537-1112. W momencie odkrycia miała maksymalną jasność 17,20m.